# Liga de fútbol de Granada 2018-19
La Liga de Fútbol de Granada 2018-19 fue la edición número 37 de la Liga de fútbol de Granada.

## Formato
En el torneo participan 10 equipos los cuales juegan entre sí todos contra todos 2 veces totalizando 18 partidos cada uno; al término del torneo el club con mayor número de puntos se proclamará campeón y de cumplir los requisitos establecidos se clasificará a la CONCACAF Caribbean Club Shield 2020, del otro lado los últimos dos descenderán a la Liga de Conferencia de Granada, mientras que el octavo jugará play-off de relegación.

## Tabla de posiciones
Actualizado el 18 de abril de 2019.
| Pos. | Equipo                   | PJ | PG | PE | PP | GF | GC | DG  | Pts. | Clasificado a                                 |
| ---- | ------------------------ | -- | -- | -- | -- | -- | -- | --- | ---- | --------------------------------------------- |
| 1    | Paradise FC (C)          | 18 | 13 | 3  | 2  | 48 | 15 | +33 | 42   | Campeón y CONCACAF Caribbean Club Shield 2020 |
| 2    | St. John's SC            | 18 | 12 | 4  | 2  | 35 | 13 | +22 | 40   |                                               |
| 3    | Carib Hurricane FC       | 18 | 11 | 2  | 5  | 41 | 22 | +19 | 35   |                                               |
| 4    | Hard Rock FC             | 18 | 9  | 1  | 8  | 29 | 28 | +1  | 28   |                                               |
| 5    | FC Camerhogne            | 18 | 6  | 4  | 8  | 22 | 26 | -4  | 22   |                                               |
| 6    | QPR SC                   | 18 | 6  | 4  | 8  | 25 | 34 | -9  | 22   |                                               |
| 7    | Mount Rich FC            | 18 | 6  | 3  | 9  | 24 | 41 | -17 | 21   |                                               |
| 8    | GBSS FC (D)              | 18 | 4  | 5  | 9  | 23 | 29 | -6  | 17   | Liga de Conferencia de Granada 2021           |
| 9    | Eagles Super Strikers FC | 18 | 3  | 7  | 8  | 25 | 38 | -13 | 16   |                                               |
| 10   | Happy Hill FC            | 18 | 1  | 3  | 14 | 20 | 46 | -26 | 6    | Liga de Conferencia de Granada 2021           |